# Teodoro Fernández Pérez
Teodoro Fernández Pérez (San Juan, 26 de abril de 1948) es un exfutbolista argentino que jugaba de delantero centro. Su primer club fue Desamparados de San Juan y fue partícipe de la época dorada de la Unión Deportiva Las Palmas. 

## Carrera
Comenzó su carrera en 1969 jugando para Desamparados de San Juan, club con el que estuvo hasta 1971,  año en que se fue a San Martín de Mendoza, en donde se mantuvo ligado hasta 1972.
A la temporada siguiente se fue a España para formar parte de las filas del U. D. Las Palmas, club donde estuvo seis exitosas temporadas, participando en la copa de la UEFA de 1972 y alcanzando el subcampeonato de la Copa del Rey de 1978. en el año 2014 recibió la "insignia de Oro y Brillantes" del club canario.
Al finalizar su contrato se fue al Cádiz CF., club donde se retiró en 1979.

## Clubes
| Club                     | País      | Año       |
| ------------------------ | --------- | --------- |
| Desamparados de San Juan | Argentina | 1969-1971 |
| San Martín de Mendoza    | Argentina | 1971-1972 |
| U. D. Las Palmas         | España    | 1972-1978 |
| Cádiz CF                 | España    | 1978-1979 |